# Mohamed Taïeb Naciri
Pour les articles homonymes, voir Taïeb et Naciri.
Mohamed Taieb Naciri, né le 14 décembre 1939 à Casablanca et mort le 29 mai 2012 à Rabat, est un avocat et homme politique marocain. Il a été ministre de la Justice dans le gouvernement El Fassi du 4 janvier 2010 au 3 janvier 2012.

## Biographie
Mohamed Taieb Naciri est licencié en lettres et en droit et diplômé de l'Institut des Hautes études marocaines. Il est inscrit au barreau de Casablanca depuis 1964. Il devient premier secrétaire puis directeur de la Conférence du stage du barreau de Casablanca. Bâtonnier de l'Ordre des avocats au barreau de Casablanca, il est plusieurs fois membre du Conseil de l'Ordre puis, en 1993, il est membre de la Chambre constitutionnelle de la Cour suprême. De 1994 à 1999, il est membre du Conseil constitutionnel. Il exerça également en tant qu'avocat conseil de plusieurs départements ministériels, établissements publics et collectivités locales.
Il a été également initié de la confrérie soufie Naciria. Il a été également membre du Conseil supérieur de la communication audiovisuelle (CSCA).
Le 4 janvier 2010, lors du deuxième remaniement ministériel, il est nommé ministre de la Justice dans le gouvernement El Fassi par le roi Mohammed VI, poste qu'il gardera jusqu'au 3 janvier 2012 où il sera remplacé par El Mostafa Ramid dans le gouvernement Benkiran.
Le 29 mai 2012, il meurt des suites d'un infarctus du myocarde survenu lors d'une réunion de travail au sein du ministère de la justice.

## Décorations
Décoré du Ouissam al-Arch de l'ordre de Chevalier, il a dirigé la Gazette des tribunaux du Maroc pendant 6 ans et publié un « Traité pratique de procédure civile », ainsi que de nombreux articles.
Réalisations
Il fut avec l'USFPéiste Abdelwahed Radi et sous la primature Abbas El Fassi, le défenseur de la loi dite "spoliatrice" Article 2 Loi 38-09 qui a instauré l'impunité pour les mafias immobilières au Maroc. Une première mondiale.